# وسیولی (ناحیه آبادزخسکویه، شهرستان مایکوپسکی، آدیغیه)
وسیولی (به لاتین: Vesyoly) یک منطقهٔ مسکونی در روسیه است که در آدیغیه واقع شده‌است.